# Terry Wogan
Michael Terence Wogan (ur. 3 sierpnia 1938 w Limerick, zm. 31 stycznia 2016 w Taplow) – irlandzki prezenter, wieloletni komentator Konkursu Piosenki Eurowizji w Wielkiej Brytanii. Odznaczony orderem Imperium Brytyjskiego.
Przez większość swojej kariery pracował dla BBC w Wielkiej Brytanii. Od 1993 do jego częściowej emerytury w grudniu 2009 jego program śniadaniowy Wake Up to Wogan w BBC Radio 2 regularnie przyciągał szacunkowo osiem milionów słuchaczy. Uważany był za najczęściej słuchanego prezentera radiowego w Europie.
W 2005 Wogan uzyskał obywatelstwo brytyjskie i tym samym był uprawniony do używania tytułu Sir przed swoim nazwiskiem po uzyskaniu tytułu szlacheckiego kawalera w tym samym roku. Zmarł w swoim domu w Taplow 31 stycznia 2016 w wieku 77 lat.

## Wczesne lata
Wogan urodził się 3 sierpnia 1938. Jego ojciec był menadżerem sklepu Leverett & Frye w mieście Limerick. Uczęszczał do Crescent College, szkoły jezuickiej.
Doświadczył silnie religijnego wychowania, później komentując, że „jego mózg został wyprany wiarą i grożeniem, iż pójdzie do piekła”. Mimo tego często wyrażał zamiłowanie do miasta, w którym się urodził, komentując przy jednej okazji, że „Limerick nigdy mnie nie opuściło, cokolwiek miałoby się zdarzyć, Limerick to moja tożsamość”.
Gdy miał 15 lat, rodzina przeprowadziła się do Dublina. Po przeprowadzce zaczął uczęszczać do szkoły Coláiste Beilbhidír (Belvedere College), którą ukończył w 1956. Przez krótki czas po ukończeniu szkoły był bankierem w Royal Bank of Ireland.

## Kariera radiowo-telewizyjna
W wieku 23 lat dołączył do irlandzkiego nadawcy publicznego RTÉ (Raidió Teilifis Éirann). Został prezenterem telewizyjnym niektórych quizów (np. Jackpot). Gdy show zostało zdjęte z anteny w 1967, Wogan zaczął ubiegać się o pracę w BBC.
Wogan był czołową osobistością medialną w Wielkiej Brytanii i Irlandii od późnych lat 60. XX wieku i często nazywano go „skarbem narodowym”. Oprócz swojego programu radiowego w dni powszednie, był znany ze swojej pracy w telewizji, w tym w programie BBC One, Children in Need, teleturnieju Blankety Blank i Come Dancing. W latach 2010–2015 prezentował Weekend Wogan, dwugodzinny program poranny nadawany w niedzielę w BBC Radio 2.

### Konkurs Piosenki Eurowizji
W latach 1980–2008 komentował Konkurs Piosenki Eurowizji, dla BBC. W 1998 roku, dzięki wygranej reprezentantów Wielkiej Brytanii, zespołu Katrina and the Waves rok wcześniej, prezentował Konkurs Piosenki Eurowizji.
W latach 1980–2008 był również prezenterem brytyjskich preselekcji do konkursu, Eurovision: You Decide. W 2008, po niespodziewanym słabym wyniku Wielkiej Brytanii podczas Konkursu Piosenki Eurowizji, Wogan przyznał, iż nie jest pewien, czy będzie komentował Eurowizję rok później z powodu „upolitycznienia konkursu, które widoczne jest od dołączenia krajów Europy Wschodniej w 1993”. Informacje potwierdziły się niedługo później, a Terry’ego zastąpił Graham Norton.

## Życie prywatne
W 1965 ożenił się z Hellen Joyce w katolickiej ceremonii. Małżeństwo miało czwórkę dzieci; jedno z nich, córka Vanessa, zmarło w wieku kilku tygodni. Mieszkał w Taplow w Buckinghamshire.
W kwietniu 2013 Wogan uczestniczył w pogrzebie byłej brytyjskiej premier Margaret Thatcher, zaproszony na uroczystość przez jej rodzinę.
Wogan wychowywał się i kształcił jako katolik, ale od 17. roku życia był ateistą. W wywiadzie udzielonym w RTÉ powiedział, że szanuje tych, którzy mają „dar wiary”.

## Śmierć
Stan zdrowia Wogana pogorszył się w 2015. W listopadzie 2015 wycofał się z roli prowadzącego programu Children in Need, skarżąc się na ból pleców. Jego przyjaciel, Father Brian D’Arcy, odwiedził go w styczniu 2016 i zauważył, że Wogan jest poważnie chory.
Zmarł w swoim domu 31 stycznia 2016, w wieku 77 lat, na nowotwór złośliwy. Prezydent Irlandii Michael D. Higgins pochwalił karierę Wogana i jego częste wizyty w ojczyźnie. Taoiseach Enda Kenny i Tánaiste Joan Burton przywoływali pamięć o Woganie z powodu roli, jaką odegrał, w kształtowaniu stosunków brytyjsko-irlandzkich podczas konfliktu w Irlandii Północnej. D’Arcy spekulował, że publiczny pogrzeb byłby trudny logistycznie, ponieważ zbyt wielu ludzi chciałoby złożyć wyrazy szacunku.

## Filmografia

### Telewizja
| Rok                                      | Tytuł                                   |
| ---------------------------------------- | --------------------------------------- |
| 1964–1965                                | Jackpot                                 |
| 1971, 1974–1977                          | Konkurs Piosenki Eurowizji (radio)      |
| 1972–1973                                | Lunchtime with Wogan                    |
| 1973–1979                                | Come Dancing                            |
| 1973, 1978, 1980–2003, 2004–2008 (finał) | Konkurs Piosenki Eurowizji (telewizja)  |
| 1977–1995, 2003                          | A Song for Europe                       |
| 1977                                     | Ask a silly Answer                      |
| 1979–1983                                | Blankety Blank                          |
| 1980–2014, 2015                          | Children in Need                        |
| 1981                                     | You Must Be Joking!                     |
| 1982–1992                                | Wogan                                   |
| 1982                                     | Wogan’s Guide to the BBC                |
| 1988                                     | Stoppit and Tidyup                      |
| 1991–2001                                | Auntie’s Bloomers                       |
| 1996, 1998                               | The Great British Song Contest          |
| 1998                                     | Konkurs Piosenki Eurowizji (prowadzący) |
| 1998                                     | Wogans Web                              |
| 1999–2008                                | Points of View                          |
| 2003–2004                                | The Terry and Gaby Show                 |
| 2004–2007                                | Eurovision: Making Your Mind Up         |
| 2006                                     | Blankety Blank DVD                      |
| 2008                                     | Eurovision: Your Decision               |
| 2008                                     | QI                                      |
| 2008–2010                                | Wogan’s Perfect Recall                  |
| 2014                                     | The One Show                            |
| 2015                                     | Terry and Mason’s Great Food Trip       |

### Radio
| Rok       | Tytuł                |
| --------- | -------------------- |
| 1966      | Midday Spin          |
| 1967      | Housewives Choice    |
| 1967–69   | Late Night Extra     |
| 1969      | The Jimmy Young Show |
| 1969–1972 | Weekday afternoons   |
| 1972–1984 | The Terry Wogan Show |
| 1974–1975 | Wogan’s World        |
| 1993–2009 | Wake Up To Wogan     |
| 1997–2015 | Proms In The Park    |
| 2010–2015 | Weekend Wogan        |